# Oravské Beskydy
Oravské Beskydy jsou pohoří na hranicích severozápadního Slovenska a jižního Polska. Jsou pokračováním Kysuckých a Żywieckých Beskyd. Z pohledu polského členění podle Jerzyho Kondrackiego jsou pouze součástí mezoregionu Beskid Żywiecki; z pohledu slovenského členění jsou samostatným geomorfologickým celkem.

## Vrcholy
Nejvyššími horami jsou Babia hora (Babia Góra, 1725 m) a Pilsko (1557 m). Tyto kopce převyšují okolní vrcholy o více než 300 metrů. Další tisícimetrové vrcholy uvádí Seznam vrcholů v Oravských Beskydech.

## Turistika

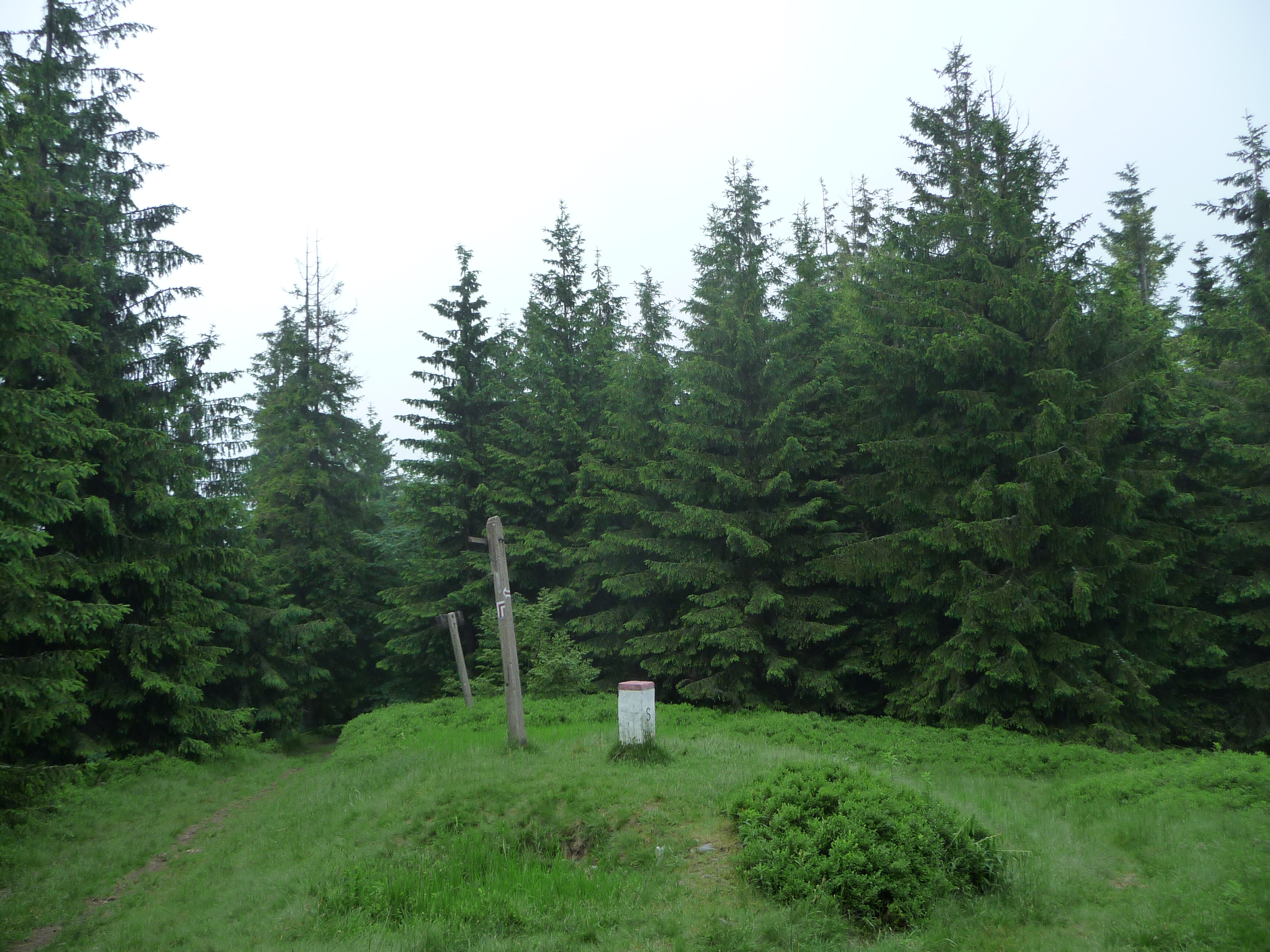
Nejsevernější bod Slovenska v katastru obce Oravská Polhora

Oravské Beskydy jsou dostupnější z polské strany, je zde slušné turistické zázemí (Żywiec). Ze slovenské strany je největším sídlem Oravská Polhora, nejsevernější slovenská obec, v jejímž katastru se na východním svahu hory Beskydok nachází i nejsevernější bod Slovenska.